# Elecciones subnacionales de Cochabamba de 2021
Las elecciones subnacionales del departamento de Cochabamba, también conocidas como elecciones departamentales y municipales , se realizaron el 7 de marzo con el objeto de elegir de forma democrática al Gobernador del departamento de Cochabamba así como también a los alcaldes de los 47 municipios que conforman dicho departamento al igual que a los 301 concejales.
A nivel municipal, estas elecciones resultaron en un triunfo del Movimiento al Socialismo - Instrumento Político por la Soberanía de los Pueblos, que ganó 41 de las 47 alcaldías del departamento.

## Sistema electoral
En el ámbito departamental, los gobernadores son elegidos por circunscripción departamental. En el caso de que ningún candidato para la gobernación alcance más del 50% de los votos válidamente emitidos; o un mínimo del 40%, con una diferencia del 10% frente a la segunda candidatura más votada se realizará una segunda vuelta electoral.
Para las Asambleas Departamentales se elegirán según circunscripción departamental uninominal, plurinominal y especial, variando su composición en cada departamento. Se emplea el sistema proporcional.
En el departamento se asignan escaños plurinominales a través del sistema proporcional. En cada circunscripción uninominal se eligió simple mayoría de sufragio, en caso de empate se realizará una segunda ronda. En los escaños especiales será por simple mayoría de votos válidos. 
En total se eligió 16 asambleístas departamentales por territorio, 16 asambleístas departamentales por población, y 2 asambleístas departamentales de ámbito especial.
En el ámbito municipal, los alcaldes son elegidos por circunscripción municipal. Esta autoridad se elige por simple mayoría de sufragio, y no existe la segunda vuelta. 
Para los Concejos Municipales, se elegirán según circunscripción municipal plurinominal a través del sistema proporcional. La cantidad de miembros de un Concejo varia según el municipio, aquellos que son capitales se componen de 11, ciudades intermedias están compuestas por 9 y/o 7, y finalmente los municipios de provincias se componen de 5.

## Partidos y alianzas de alcance departamental habilitadas
|  | Unidad Cívica Solidaridad                                                       |
|  | Partido Demócrata Cristiano                                                     |
|  | Movimiento al Socialismo - Instrumento Político por la Soberanía de los Pueblos |
|  | Frente Para la Victoria Bolivia                                                 |
|  | Partido de Acción Nacional Boliviano                                            |
|  | Comunidad Ciudadana                                                             |
|  | Frente de Unidad Nacional                                                       |
|  | Movimiento Demócrata Social                                                     |
|  | Movimiento tercer sistema                                                       |

### Candidatos a gobernador de Cochabamba
| Partido o coalición | Frente Para la Victoria         | Somos Renovación         | Unidos por Cochabamba       | Partido de Acción Nacional Boliviano | Comunidad Ciudadana | Movimiento Tercer Sistema    | SUMATE                     | Partido Demócrata Cristiano   | Movimiento al Socialismo |
| ------------------- | ------------------------------- | ------------------------ | --------------------------- | ------------------------------------ | ------------------- | ---------------------------- | -------------------------- | ----------------------------- | ------------------------ |
| Partido o coalición |                                 |                          |                             |                                      |                     |                              |                            |                               |                          |
| Partido o coalición | Candidatos                      |                          |                             |                                      |                     |                              |                            |                               |                          |
| Gobernador          | Reinaldo Gonzalo Becerra Butron | Faustino Challapa Flores | Juan Roberth Flores Encinas | William Zapata Garcia                | Jose Flores Burgos  | Jose Carlos Sánchez Verazain | Henry Antonio Paredes Polo | Limber Ronal Morejon Antezana | Humberto Sánchez Sánchez |

#### Encuestas
| Poll source | Date released                  | Humberto Sánchez | Henry Paredes | José C. Sánchez | José Luis Flores | Juan Flores | Reynaldo Becerra | Faustino Challapa | William Zapata | Limber Morejón | Nulo/Blanco | Indecisos |
| ----------- | ------------------------------ | ---------------- | ------------- | --------------- | ---------------- | ----------- | ---------------- | ----------------- | -------------- | -------------- | ----------- | --------- |
| Poll source | Date released                  |                  |               |                 |                  |             |                  |                   |                |                | Nulo/Blanco | Indecisos |
| Ciesmori    | 8 de Marzo 2021 (Boca de Urna) | 52.0%            | 27.3%         | 8.1%            | 2.8%             | 4.6%        | 1.4%             | 1.7%              | 1.2%           | 0.9%           | –           | –         |
| Ciesmori    | 7 de Marzo 2021 (Boca de Urna) | 50.9%            | 27.2%         | 7.8%            | 4.1%             | 3.7%        | 2.1%             | 1.7%              | 1.5%           | 1.0%           | –           | –         |
| Focaliza    | 21 de febrero de 2021          | 62.5%            | 6.0%          | 7.2%            | 2.3%             | 11.3%       | 3.4%             | 2.2%              | 2.8%           | 2.3%           | –           | –         |
| Ciesmori    | 11 de febrero de 2021          | 39.7%            | 5.8%          | 2.0%            | 5.4%             | 5.7%        | 0.9%             | 0.7%              | 2.6%           | –              | 11.5%       | 25.7%     |
| Ciesmori    | 24 de enero de 2021            | 36.3%            | 4.3%          | 1.3%            | 4.4%             | 6.1%        | 2.0%             | 0.7%              | 4.5%           | 1.9%           | –           | –         |

#### Resultados Oficiales
|  | 55,44 % |

|  | 25,17 % |

|  | 7,42 % |

|  | 4,33 % |

|  | 2,06 % |

|  | 1,46 % |

|  | 0,78 % |

|  | 0,71 % |

|  | 0,63 % |

## de alcance municipal habilitadas (Área metropolitana)
En la siguiente lista se muestra los candidatos a las alcaldías del eje metropolitano de Cochabamba, junto a la capital departamental.

### Candidatos a la alcaldía de Cochabamba
| Partido o coalición | SUMATE              | Frente para la victoria | Partido Demócrata Cristiano | Somos Renovación | Movimiento al Socialismo | Comunidad Ciudadana      | Movimiento Tercer Sistema | Partido de Acción Nacional Boliviano | Unidad Cívica Solidaridad |
| ------------------- | ------------------- | ----------------------- | --------------------------- | ---------------- | ------------------------ | ------------------------ | ------------------------- | ------------------------------------ | ------------------------- |
| Partido o coalición |                     |                         |                             |                  |                          |                          |                           |                                      |                           |
| Partido o coalición | Candidatos          |                         |                             |                  |                          |                          |                           |                                      |                           |
| Alcalde(sa)         | Manfred Reyes Villa | César Salinas Otalora   | César Navia Arzazbe         | Pedro Pio Luna   | Nelson Cox Mayorga       | Jhonny Antezana Martinez | Sergio Rodríguez Mercado  | David Torrelio Pacheco               | Roberto Perrogón Cordova  |

#### Resultados Oficiales
|  | 55,63 % |

|  | 53,66 % |

|  | 29,69 % |

|  | 32,17 % |

|  | 8,50 % |

|  | 7,05 % |

|  | 4,04 % |

|  | 3,69 % |

|  | 0,94 % |

|  | 1,55 % |

|  | 0,55 % |

|  | 0,75 % |

|  | 0,31 % |

|  | 0,43 % |

|  | 0,17 % |

|  | 0,42 % |

|  | 0,16 % |

|  | 0,29 % |

### Candidatos a la alcaldía de Quillacollo
| Partido o coalición | Unidos por Cochabamba              | Movimiento al Socialismo  | Partido Demócrata Cristiano   | Somos Renovación | Movimiento Tercer Sistema | Unidad Nacional de Esperanza | Frente Para la Victoria | SUMATE                     | Unidad Cívica Solidaridad  |
| ------------------- | ---------------------------------- | ------------------------- | ----------------------------- | ---------------- | ------------------------- | ---------------------------- | ----------------------- | -------------------------- | -------------------------- |
| Partido o coalición |                                    |                           |                               |                  |                           |                              |                         |                            |                            |
| Partido o coalición | Candidatos                         |                           |                               |                  |                           |                              |                         |                            |                            |
| Alcalde(sa)         | Victoria Lizeth Beramendi Orellana | Antonio Héctor Villarroel | Willians Roger Breton Mercado | Edgar Flores     | Mery Beatriz Canedo       | Héctor Cartagena Chacón      | Eddy Peñaloza           | Selier Cirilo Quispe Laura | Jorge Raúl Obando Stemberg |

#### Resultados Oficiales
|  | 35,82 % |

|  | 30,53 % |

|  | 34,96 % |

|  | 36,35 % |

|  | 7,23 % |

|  | 10,29 % |

|  | 6,58 % |

|  | 5,81 % |

|  | 4,94 % |

|  | 6,06 % |

|  | 4,30 % |

|  | 4,37 % |

|  | 4,02 % |

|  | 4,04 % |

|  | 2,16 % |

|  | 2,55 % |

### Candidatos a la alcaldía de Sacaba
| Partido o coalición | Unidad Cívica Solidaridad    | Unidos por Cochabamba    | Somos Renovación          | Comunidad Ciudadana  | Frente Para la Victoria | Movimiento Tercer Sistema | Movimiento al Socialismo | SÚMATE              |
| ------------------- | ---------------------------- | ------------------------ | ------------------------- | -------------------- | ----------------------- | ------------------------- | ------------------------ | ------------------- |
| Partido o coalición |                              |                          |                           |                      |                         |                           |                          |                     |
| Partido o coalición | Candidatos                   |                          |                           |                      |                         |                           |                          |                     |
| Alcalde(sa)         | Julio Cesar Ricaldes Miranda | Carlos Angel Nava Guzman | Claudia Verónica Baptista | Jesus David Orellana | Willy Pozo Jiménez      | Riony Villarroel          | Pedro Gutiérrez Vidaurre | Óscar Angulo Ortuño |

#### Resultados Oficiales
|  | 40,03 % |

|  | 41,56 % |

|  | 25,92 % |

|  | 22,97 % |

|  | 14,10 % |

|  | 16,76 % |

|  | 8,00 % |

|  | 7,31 % |

|  | 6,88 % |

|  | 5,46 % |

|  | 1,99 % |

|  | 2,43 % |

|  | 1,59 % |

|  | 2,02 % |

|  | 1,49 % |

|  | 1,50 % |

### Candidatos a la alcaldía de Tiquipaya
| Partido o coalición | Somos Renovación  | Comunidad Ciudadana | Partido Demócrata Cristiano | Unidad Cívica Solidaridad | Movimiento Tercer Sistema | SÚMATE        | Movimiento al Socialismo | Unidos por Cochabamba  | Partido de Acción Nacional Boliviano |
| ------------------- | ----------------- | ------------------- | --------------------------- | ------------------------- | ------------------------- | ------------- | ------------------------ | ---------------------- | ------------------------------------ |
| Partido o coalición |                   |                     |                             |                           |                           |               |                          |                        |                                      |
| Partido o coalición | Candidatos        |                     |                             |                           |                           |               |                          |                        |                                      |
| Alcalde(sa)         | Juan Pablo Tinini | Jaime Medrano       | José Sánchez Gonzales       | Lucio Iriarte Sejas       | Maximiliano Mamangueño    | José Terrazas | Juan Pablo Pahuasi       | Margarita Siles Colque | Lucio Fuentes                        |

#### Resultados Oficiales
|  | 37,41 % |

|  | 36,63 % |

|  | 23,87 % |

|  | 19,29 % |

|  | 19,21 % |

|  | 22,51 % |

|  | 5,51 % |

|  | 6,74 % |

|  | 5,26 % |

|  | 4,58 % |

|  | 2,68 % |

|  | 3,18 % |

|  | 2,67 % |

|  | 3,38 % |

|  | 2,43 % |

|  | 2,78 % |

|  | 0,96 % |

|  | 0,91 % |

### Candidatos a la alcaldía de Sipe Sipe
| Partido o coalición | Movimiento Tercer Sistema | SÚMATE                | Unidos por Cochabamba | Movimiento al Socialismo |
| ------------------- | ------------------------- | --------------------- | --------------------- | ------------------------ |
| Partido o coalición |                           |                       |                       |                          |
| Partido o coalición | Candidatos                |                       |                       |                          |
| Alcalde(sa)         | Guido Ledezma             | Filbert Paolo Cáceres | Richard Olguín        | Feliz Mario Galarza      |

#### Resultados Oficiales
|  | 51,08 % |

|  | 53,56 % |

|  | 35,78 % |

|  | 31,38 % |

|  | 10,48 % |

|  | 12,37 % |

|  | 2,66 % |

|  | 2,69 % |

### Candidatos a la alcaldía de Colcapirhua
| Partido o coalición | Frente para la Victoria   | Unidad Nacional de Esperanza | Movimiento Tercer Sistema   | Movimiento al Socialismo | Unidad Cívica Solidaridad   | Comunidad Ciudadana           | Partido Demócrata Cristiano | Unidos por Cochabamba        | SUMATE                       |
| ------------------- | ------------------------- | ---------------------------- | --------------------------- | ------------------------ | --------------------------- | ----------------------------- | --------------------------- | ---------------------------- | ---------------------------- |
| Partido o coalición |                           |                              |                             |                          |                             |                               |                             |                              |                              |
| Partido o coalición | Candidatos                |                              |                             |                          |                             |                               |                             |                              |                              |
| Alcalde(sa)         | Uri Omar Felipez Mancilla | Paola Vaneza Villca Flores   | Jose Darlin Antezana Aquino | Néstor Maydana Córdova   | David Ricardo Suárez Rivero | José Nelson Gallinate Torrico | Wilder Iver Colque Chambi   | María Cristina León Pemintel | Justino Crispín Vera Fuentes |

#### Resultados Oficiales
|  | 25,26 % |

|  | 22,50 % |

|  | 23,07 % |

|  | 24,38 % |

|  | 16,52 % |

|  | 19,42 % |

|  | 13,20 % |

|  | 12,15 % |

|  | 5,26 % |

|  | 11,90 % |

|  | 4,06 % |

|  | 4,37 % |

|  | 2,96 % |

|  | 3,07 % |

|  | 1,57 % |

|  | 1,70 % |

|  | 0,43 % |

|  | 0,50 % |

### Candidatos a la alcaldía de Vinto
| Partido o coalición | Somos Renovación | Movimiento al Socialismo | Unidad Nacional de Esperanza | Comunidad Ciudadana | SUMATE               | Proyecto Progresista Social | Movimiento Tercer Sistema |
| ------------------- | ---------------- | ------------------------ | ---------------------------- | ------------------- | -------------------- | --------------------------- | ------------------------- |
| Partido o coalición |                  |                          |                              |                     |                      |                             |                           |
| Partido o coalición | Candidatos       |                          |                              |                     |                      |                             |                           |
| Alcalde(sa)         | Alberto Montaño  | Alfredo Lucana Ramos     | Víctor Zenón Carvajal        | Freddy Cossío       | Nestor Mercado Tapia | Danny Robert Nogales Copa   | Marco Antonio Pinto       |

### Resultados Oficiales
|  | 42,25 % |

|  | 43,24 % |

|  | 21,84 % |

|  | 18,41 % |

|  | 17,94 % |

|  | 15,61 % |

|  | 13,63 % |

|  | 15,91 % |

|  | 1,74 % |

|  | 2,09 % |

|  | 1,37 % |

|  | 2,95 % |

|  | 1,22 % |

|  | 1,78 % |

## Resultados por provincias y municipios
En la siguiente lista se muestra los resultados para alcaldías de distintos municipios en cada provincia.
Movimiento al Socialismo logró ganar en la mayoría de los municipios, con un total de 41 alcaldías de 47. En tanto, la oposición ganó en 6 municipios: Cochabamba, Quillacollo, Colcapirhua, Cliza, Tacachi y Villa Rivero.Así mismo se muestra los resultados de los asambleístas por territorio, en cada provincia.

### Provincia Arani
Asambleístas
|  | 54,47 % |

|  | 24,06 % |

|  | 21,47 % |

|  | 76,93 % |

|  | 23,07 % |

Alcaldes
|  | 52,80 % |

|  | 26,69 % |

|  | 20,51 % |

|  | 0,00 % |

|  | 100 % |

|  | 0,00 % |

### Provincia Arque
Asambleístas
|  | 100 % |

|  | 82.23 % |

|  | 11.58 % |

|  | 6.16 % |

Alcaldes 
|  | 100 % |

|  | 0.00 % |

|  | 93.03 % |

|  | 6.97 % |

|  | 0.00 % |

### Provincia Ayopaya
Asambleístas
|  | 73,88 % |

|  | 23,48 % |

|  | 2,64 % |

|  | 100 % |

|  | 100 % |

Alcaldes
|  | 74,04 % |

|  | 23,29 % |

|  | 2,66 % |

|  | 0,00 % |

|  | 100 % |

|  | 100 % |

|  | 0,00 % |

### Provincia Bolívar
Asambleístas
| Municipio | %     | %              | Asambleístas por territorio | Candidatos |
| --------- | ----- | -------------- | --------------------------- | ---------- |
| Bolívar   |       | \| \| 100 % \| | 7/7                         |            |
|           | 100 % |                |                             |            |

Alcaldes
|  | 100 % |

|  | 0.00 % |

### Provincia Campero
Asambleístas
|  | 64,96 % |

|  | 27,35 % |

|  | 7,69 % |

|  | 72,67 % |

|  | 27,23 % |

|  | 41,46 % |

|  | 33,15 % |

|  | 25,39 % |

Alcaldes
|  | 68,90 % |

|  | 24,91 % |

|  | 6,19 % |

|  | 0,00 % |

|  | 73,26 % |

|  | 26,74 % |

|  | 42,33 % |

|  | 29,04 % |

|  | 28,62 % |

### Provincia Capinota
Asambleístas
|  | 51,42 % |

|  | 33,35 % |

|  | 8,04 % |

|  | 4,85 % |

|  | 2,34 % |

|  | 77,39 % |

|  | 18,24 % |

|  | 13,41 % |

|  | 100 % |

Alcaldes
|  | 48,02 % |

|  | 39,15 % |

|  | 7,16 % |

|  | 3,73 % |

|  | 1,93 % |

|  | 0,00 % |

|  | 69,07 % |

|  | 18,69 % |

|  | 12,23 % |

|  | 100 % |

### Provincia Carrasco
Asambleístas
|  | 85,03 % |

|  | 14,97 % |

|  | 86,48 % |

|  | 13,52 % |

|  | 100 % |

|  | 100 % |

|  | 90,89 % |

|  | 9,11 % |

|  | 86,22 % |

|  | 10,07 % |

|  | 3,72 % |

Alcaldes
|  | 85,37 % |

|  | 14,63 % |

|  | 0,00 % |

|  | 84,07 % |

|  | 15,93 % |

|  | 0,00 % |

|  | 100 % |

|  | 0,00 % |

|  | 0,00 % |

|  | 100 % |

|  | 0,00 % |

|  | 90,72 % |

|  | 9,28 % |

|  | 87,38 % |

|  | 10,44 % |

|  | 2,17 % |

|  | 0,00 % |

### Provincia Cercado
Asambleístas
|  | 53.66 % |

|  | 32.17 % |

|  | 7,05 % |

|  | 3,69 % |

|  | 1,55 % |

|  | 0,75 % |

|  | 0,43 % |

|  | 0,42 % |

|  | 0,29 % |

Alcaldes
|  | 55,63 % |

|  | 29,69 % |

|  | 8.50 % |

|  | 4,04 % |

|  | 0,94 % |

|  | 0,55 % |

|  | 0,31 % |

|  | 0,17 % |

|  | 0,16 % |

### Provincia Chapare
Asambleístas
|  | 72,95 % |

|  | 27,05 % |

|  | 41,56 % |

|  | 22,97 % |

|  | 16,76 % |

|  | 7,31 % |

|  | 5,46 % |

|  | 2,43 % |

|  | 2,02 % |

|  | 1,50 % |

|  | 100 % |

Alcaldes
|  | 67,91 % |

|  | 32,09 % |

|  | 40,03 % |

|  | 25,92 % |

|  | 14,10 % |

|  | 8,00 % |

|  | 6,88 % |

|  | 1,99 % |

|  | 1,59 % |

|  | 1,49 % |

|  | 0,00 % |

|  | 100 % |

|  | 0,00 % |

### Provincia Esteban Arze
Asambleístas
|  | 81,96 % |

|  | 18,04 % |

|  | 59,69 % |

|  | 30,15 % |

|  | 10,16 % |

|  | 90,51 % |

|  | 9,49 % |

|  | 66,33 % |

|  | 33,67 % |

Alcaldes
|  | 88,90 % |

|  | 11,10 % |

|  | 59,34 % |

|  | 30,78 % |

|  | 9,88 % |

|  | 94,31 % |

|  | 5,69 % |

|  | 66,09 % |

|  | 33,91 % |

|  | 0,00 % |

### Provincia Germán Jordán
Asambleístas
|  | 36,05 % |

|  | 35,59 % |

|  | 28,36 % |

|  | 50,67 % |

|  | 31,74 % |

|  | 17,59 % |

|  | 46,64 % |

|  | 22,51 % |

|  | 15,08 % |

|  | 7.11 % |

|  | 6,57 % |

|  | 2,10 % |

Alcaldes
|  | 37,77 % |

|  | 36,09 % |

|  | 25,38 % |

|  | 49,48 % |

|  | 30,33 % |

|  | 20,19 % |

|  | 48,62 % |

|  | 22,34 % |

|  | 15,62 % |

|  | 6,56 % |

|  | 4,57 % |

|  | 2,29 % |

### Provincia Mizque
Asambleístas
|  | 100 % |

|  | 73,75 % |

|  | 20,21 % |

|  | 6,04 % |

|  | 90,70 % |

|  | 9,30 % |

Alcaldes
|  | 100 % |

|  | 0,00 % |

|  | 79,24 % |

|  | 16,47 % |

|  | 4,29 % |

|  | 0,00 % |

|  | 89,52 % |

|  | 10,48 % |

|  | 0,00 % |

### Provincia Punata
Asambleístas
|  | 43,00 % |

|  | 18,81 % |

|  | 8,32 % |

|  | 8,22 % |

|  | 8,19 % |

|  | 8,12 % |

|  | 5,09 % |

|  | 45,25 % |

|  | 28,59 % |

|  | 11,65 % |

|  | 8,91 % |

|  | 5,60 % |

|  | 36,58 % |

|  | 35,64 % |

|  | 27,79 % |

|  | 69,76 % |

|  | 30,24 % |

|  | 50,16 % |

|  | 46,64 % |

|  | 3,20 % |

Alcaldes
|  | 44,36 % |

|  | 22,90 % |

|  | 8,63 % |

|  | 7,36 % |

|  | 7,21 % |

|  | 5,20 % |

|  | 4,33 % |

|  | 0,00 % |

|  | 48,94 % |

|  | 29,95 % |

|  | 8,96 % |

|  | 6,26 % |

|  | 5,89 % |

|  | 36,02 % |

|  | 32,80 % |

|  | 31,18 % |

|  | 0,00 % |

|  | 76,89 % |

|  | 23,11 % |

|  | 49,44 % |

|  | 47,56 % |

|  | 2,99 % |

|  | 0,00 % |

### Provincia Quillacollo
Asambleístas
| Municipio   | %       | %                | Asambleístas por territorio | Candidatos |
| ----------- | ------- | ---------------- | --------------------------- | ---------- |
| Colcapirhua |         |                  |                             |            |
| Quillacollo |         | \| \| 48,14 % \| |                             |            |
| Sipe Sipe   |         |                  |                             |            |
| Tiquipaya   |         |                  |                             |            |
| Vinto       |         |                  |                             |            |
|             | 48,14 % |                  |                             |            |

Alcaldes
|  | 25,26 % |

|  | 23,07 % |

|  | 16,52 % |

|  | 13,20 % |

|  | 12,92 % |

|  | 4,06 % |

|  | 2,96 % |

|  | 1,57 % |

|  | 0,43 % |

|  | 0,00 % |

|  | 35,82 % |

|  | 34,96 % |

|  | 7,23 % |

|  | 6,58 % |

|  | 4,94 % |

|  | 4,30 % |

|  | 4,02 % |

|  | 2,16 % |

|  | 0,00 % |

|  | 0,00 % |

|  | 51,08 % |

|  | 35,78 % |

|  | 10,48 % |

|  | 2,66 % |

|  | 0,00 % |

|  | 37,41 % |

|  | 23,87 % |

|  | 19,21 % |

|  | 5,51 % |

|  | 5,26 % |

|  | 2,68 % |

|  | 2,67 % |

|  | 2,43 % |

|  | 0,96 % |

|  | 42,25 % |

|  | 21,84 % |

|  | 17,94 % |

|  | 13,63 % |

|  | 1,74 % |

|  | 1,37 % |

|  | 1,22 % |

|  | 0,00 % |

### Provincia Tapacarí
Asambleístas
|  | 94.69 % |

|  | 5.31 % |

Alcaldes
|  | 95,38 % |

|  | 4.62 % |

|  | 0.00 % |

### Provincia Tiraque
Asambleístas
|  | 89,31 % |

|  | 10,69 % |

|  | 69,98 % |

|  | 20,48 % |

|  | 9,54 % |

Alcaldes
|  | 89,65 % |

|  | 10,35 % |

|  | 0,00 % |

|  | 66,64 % |

|  | 25,04 % |

|  | 8,32 % |

|  | 0,00 % |